# Cimos

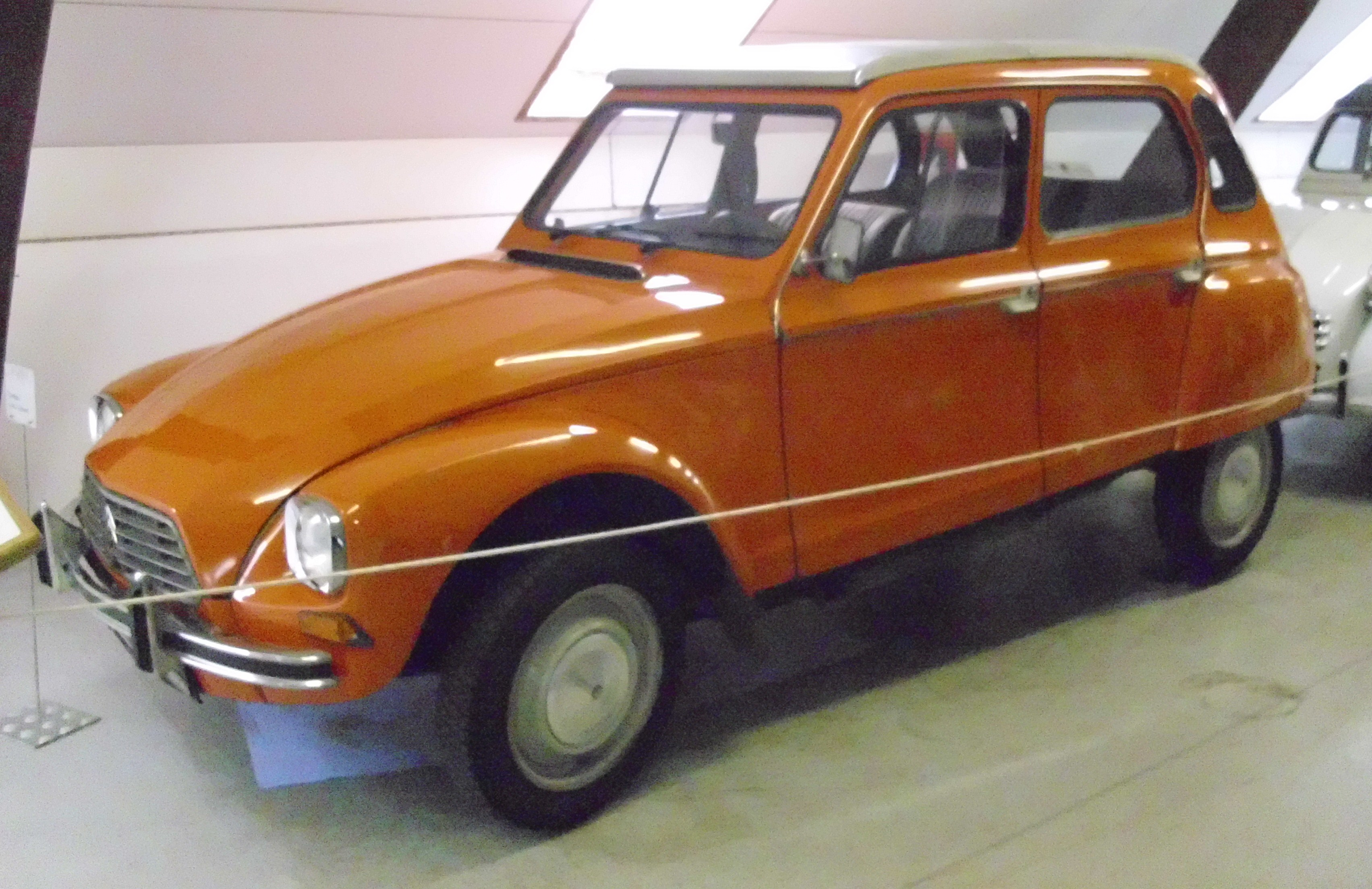
Cimos Diana (Citroën Dyane)

CIMOS DD, (acronyme de Citroën, Iskra, TOMOS), est une entreprise yougoslave en joint venture fondée en 1972 à Koper - Capodistria par l'union des sociétés yougoslaves Iskra et TOMOS (it) avec le constructeur automobile français Citroën. Elle était principalement impliquée dans la production de pièces automobiles, ainsi que dans l'assemblage et la vente de voitures Citroën. Depuis le retrait de Citroën de la joint venture en 1985, CIMOS est une entreprise de fabrication de composants mécaniques pour automobiles, 100% slovène.

## Histoire
En 1959, le fabricant de cyclomoteurs yougoslave TOMOS (Tovarna Motorjev Sežana - Sežana Motorcycle Company), créé en 1955 à Koper - Capodistria, en Istrie, (ex) Yougoslavie, aujourd'hui en Slovénie, signe un accord de coopération avec Citroën pour assembler sous licence des modèles Citroën destinés au seul marché yougoslave dont la 2CV, dans ses ateliers de Koper, tout près de la frontière italienne. L'importation de voitures complètes étant interdite en Yougoslavie à cette époque, cet accord permettait à la marque aux chevrons d'accéder au marché yougoslave dominé par Zastava, le seul constructeur automobile du pays, étroitement lié à Fiat depuis sa création en 1953. Les modèles Citroën étaient importés en CKD et assemblés localement au rythme de 1 à 2 unités par jour.
Comme dans d'autres pays du bloc de l'Est, le gouvernement yougoslave du Maréchal Tito préférant conserver ses réserves de « devises fortes », payait les royalties des licences à Citroën sous forme de troc, avec des matières premières et produits agricoles que Citroën revendait en France et en Europe occidentale.
Les véhicules assemblés en Yougoslavie comprenaient les modèles : 2CV, 
2CV Fourgonnette, Fourgon H, ID/DS break (pour ambulances), Ami 6 & 8, Diana, GS & GA, CX break pour ambulances ainsi que les modèles originaux CIMOS DAK et Geri.
L'assemblage de la 2CV a commencé en toute fin d'année 1959 dans l'usine TOMOS de Koper - Capodistria à la cadence de 1 à 2 unités par jour.
Vu l'accueil encourageant avec quelques centaines de véhicules vendus par an, dès le début des années 1970, Citroën a souhaité renforcer son activité en Yougoslavie, l'accord existant entre Citroën et TOMOS étant considéré trop restrictif pour assurer son développement. À cette époque, le gouvernement yougoslave obligeait les constructeurs étrangers à s’allier à une entreprise locale pour assembler des véhicules. En 1972, avec les sociétés Iskra et TOMOS, fabricants de composants automobiles mécaniques et électriques yougoslaves, Citroën crée une nouvelle entreprise en joint venture, CIMOS DD, dont Citroën détient 49% des parts et l'État yougoslave 51%.
Citroën apporte l'outillage pour l’assemblage en CKD sous licence ses véhicules automobiles, certaines machine-outils d’usinage des pièces pour respecter la quote-part de production locale et son savoir-faire. TOMOS fournit le foncier et des équipements de production et Iskra participe à l’extension et à la modernisation de l’usine de Koper - Capodistria, tout près de la frontière italienne, apportant des liquidités et son contrat de fourniture de composants électriques exportés chez Citroën. À cette occasion, TOMOS cède à une division indépendante de CIMOS sa branche composants automobiles pour ne se consacrer qu'à son activité de base, les cyclomoteurs et motos.
Le 1er janvier 1973, la société CIMOS DD est opérationnelle et les véhicules portent le nom de CIMOS Citroën, le logo Citroën restant présent sur tous les véhicules. La société assemble sous licence en CKD uniquement de « vraies Citroën » commercialisées sur le seul marché yougoslave et produit également des pièces mécaniques pour Citroën France. Au fil des années, dans les articles de presse et les publicités d’époque, le nom CIMOS est de plus en plus présent ; une forme de fierté gouvernementale de pouvoir se démarquer par une appellation différente. La division composants automobiles CIMOS fabriquait plus de 180 pièces pour les Citroën françaises. Une deuxième division avait la charge d’assembler les modèles Citroën envoyées en kits de France vers la Yougoslavie.
TOMOS puis CIMOS ont assemblé, depuis 1960, des 2 CV, DS (1 000 ex), GS, CX (quelques centaines) et Dyane renommée Diana. Les utilitaires (2CV fourgonnette et fourgon H) ont été assemblés, mais au compte-goutte. Le détail des véhicules assemblés est inconnu.
L'assemblage de la GS a commencé en 1971 dans l'usine TOMOS de Koper - Capodistria, transférée à CIMOS en 1972 mais, en 1975, l'assemblage des GS Club Berline et GS Special Break équipées d'un moteur de 1 222 cm3 a débuté dans une nouvelle usine à Nova Gorica. Les versions Pallas, GS X et GS Super avec moteur 1 299 cm3 ont complété la gamme quelques années plus tard. Les GS/GA comportaient quatre phares ronds comme la plupart des voitures destinées aux marchés non européens pour diminuer les coûts de production et permettre une meilleure disponibilité en après-vente. Au total, environ 15 000 exemplaires de GS et 1 500 GA ont été assemblées par TOMOS et CIMOS, en Yougoslavie.
La fin de l'assemblage de la 2 CV fourgonnette en 1978 a laissé un vide dans le catalogue CIMOS. Quelques Acadianes sont envoyées en kit, une dizaine seulement car la direction de Citroën France refuse qu'elle soit assemblée en Yougoslavie. En 1980, lassés de l'absence de petit modèle utilitaire, les ingénieurs yougoslaves ayant conçu une version spécifique construite sur la base de leur Diana, (la Dyane 6 locale), lors du Salon de l'automobile de Belgrade en mars, CIMOS présente ses propres modèles DAK et Geri. L'accueil réservé par le public étant favorable, conformément à l'accord de Citroën, CIMOS lance, l'année suivante, la production de ses deux petits utilitaires.
En 1981, la production de la fourgonnette CIMOS DAK débute. Dans son accord à CIMOS pour ces petits utilitaires, Citroën avait promis leurs commercialisation dans son réseau. La DAK était la version utilitaire de la Diana yougoslave, à l'image de la Citroën Acadiane. Contre toute attente, CIMOS avait réussi à concevoir et fabriquer un modèle intéressant, basé sur un châssis de Diana non rallongé, contrairement à l’Acadiane française. La DAK était plus moderne que l’Acadiane, fabriquée depuis 1978 mais qui n'était en fait qu'une 2CV fourgonnette conçue en 1950 avec une face avant empruntée à la Dyane. Le Geri était la version pick-up de la DAK.
Piqué à vif en constatant que la petite entreprise artisanale CIMOS ait pu concevoir et produire un modèle plus moderne que son Acadiane, dans un premier temps, Citroën interdit à CIMOS d'exporter les DAK et Geri puis, en 1985, pour lui faire payer ce crime de lèse majesté, rompt le contrat de coopération qui le liait à CIMOS en arrêtant, sans préavis, la livraison de kits à assembler, ce qui met fin de la coentreprise.

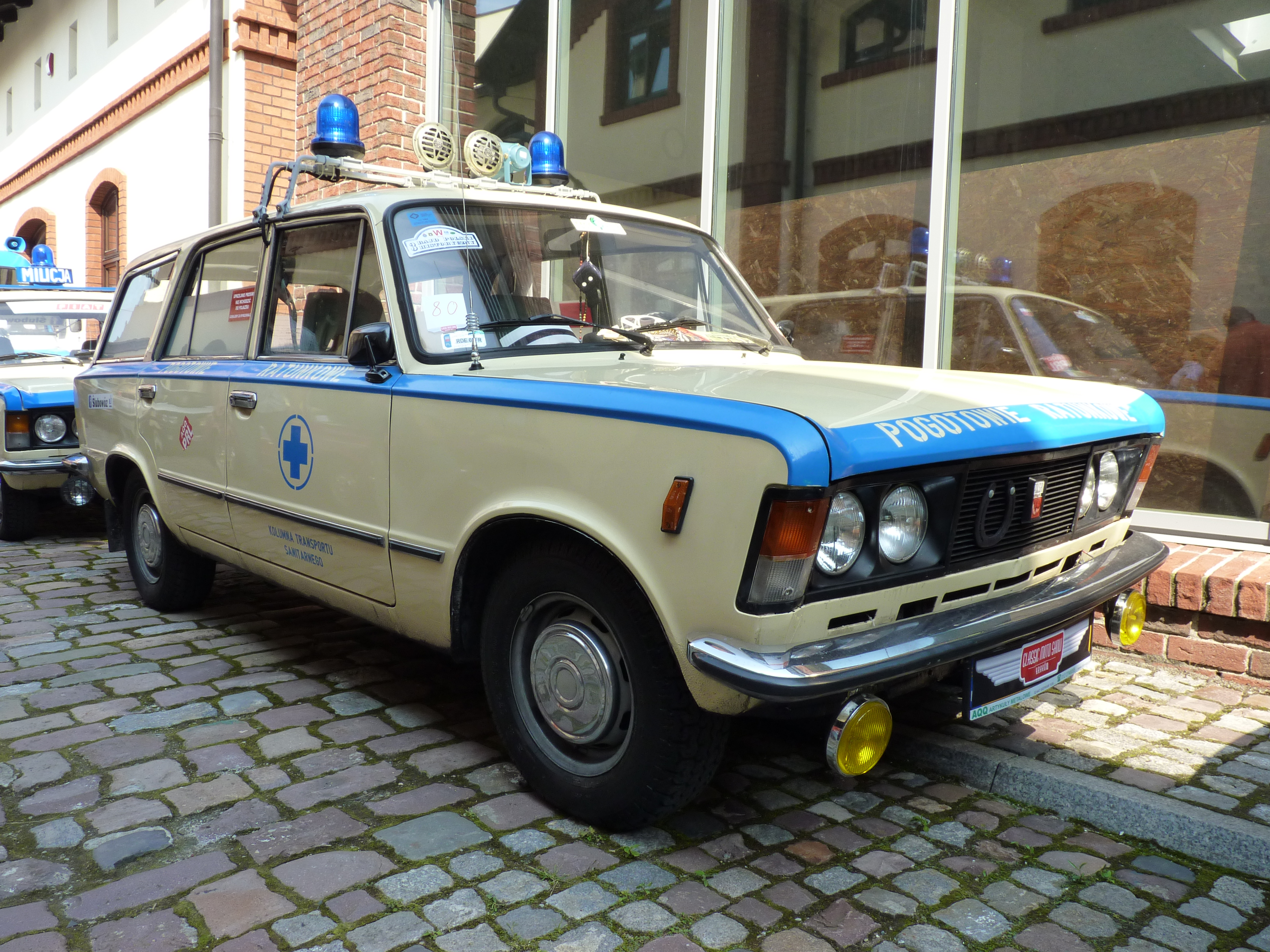
Fiat 125p Sanitarka

L'activité d'assemblage de modèles Citroën s'est immédiatement arrêtée mais la division indépendante composants automobiles a permis la poursuite de l'activité de l'entreprise qui s'est entièrement consacrée à la production de composants, jusqu'alors destinés exclusivement à Citroën, afin de satisfaire d'autres constructeurs démarchés à l'étranger.
À partir de 1981, CIMOS a aussi assemblé des Fiat 125p SW, transformées en ambulance, avant d'arrêter définitivement la construction automobile en fin d'année 1985.

## CIMOS DD après 1985
Après l'arrêt brutal des licences et des livraisons de kits CKD par Citroën, CIMOS a cherché à nouer des partenariats avec d'autres constructeurs automobiles internationaux pour leur fournir des composants mécaniques.

### Histogramme de CIMOS Composants
- 1986 - la division composants devient l'unique activité opérationnelle de la société. Pour éviter un procès avec CIMOS, Citroën ,
- 1996 / 1999 - Transformation et création de la société anonyme CIMOS dd, et poursuite de la restructuration et des changements dans la structure de propriété,
- 2001 / 2003 - Achat de 95,75% du constructeur croate de matériel agricole Labinprogres TPS doo, dans le cadre du processus de privatisation en Croatie qui permet à CIMOS de faire son entrée dans le domaine du matériel agricole. L'acquisition d'une participation majoritaire dans la société Litostroj EI Ljubljana a constitué la base de la création de la division énergétique actuelle du groupe CIMOS,
- 2004 / 2005 - Rachat de Livnica Kikinda AD (Serbie), (67,6% porté ensuite à 100 %) dans le cadre du programme de privatisations en Serbie et Monténégro. En 2005, CIMOS ouvre de nouveaux sites de production à Kikinda (Serbie) et Srebrenica (Bosnie-Herzégovine).
- 2006 / 2008 - Le Groupe CIMOS acquiert ČKD Blansko Engineering (République tchèque), qui rejoint Litostroj Power (division pole énergétique du Groupe CIMOS), suivi de l'ouverture du Centre de recherche hydraulique de Blansko (République tchèque),
- 2010 - Création de la coentreprise CIMOS-ZKS[9] en Russie pour la fourniture de composants à AvtoVAZ et à d'autres constructeurs automobiles opérant en Russie,
- 2011 - Lancement des projets approuvés dans le cadre d'appels d'offres publics pour les centres de développement de l'économie slovène :
  - SiEVA - Voiture Sûre Écologique Synergique
  - SIMIT - Matériaux modernes et technologies innovantes
  - ZEL-EN – Centre de développement des énergies renouvelables et durables.

CIMOS DD est le plus important fournisseur slovène de l'industrie automobile.

## Modèles produits par TOMOS & CIMOS
Jusqu'à la constitution de CIMOS en 1972, les véhicules portaient le seul écusson aux chevrons Citroën. Depuis le 1er janvier 1973, elle étaient badgées CIMOS-Citroën et conservaient le logo aux chevrons.
|    | Modèle                                               | Image | Dates fabrication | Production |
| -- | ---------------------------------------------------- | ----- | ----------------- | ---------- |
| 1  | TOMOS / CIMOS Citroën 2CV "Spaček" (Citroën 2CV)     |       | 1960 - 1978       | NC         |
| 2  | TOMOS / CIMOS Citroën 400 (Citroën 2CV fourgonnette) |       | 1960 - 1978       | NC         |
| 3  | TOMOS Citroën H (Citroën Type H)                     |       | 1961 - 1981       | NC         |
| 4  | TOMOS / CIMOS Citroën Ami 6/8 (Citroën Ami 6)        |       | 1960 - 1979       | NC         |
| 5  | TOMOS Citroën DS/ID (DS/ID 19)                       |       | 1961 - 1975       | 1 000      |
| 6  | TOMOS / CIMOS Diana (Citroën Dyane)                  |       | 1967 - 1983       | NC         |
| 7  | TOMOS / CIMOS GS/GA (Citroën GS)                     |       | 1975 - 1985       | ± 16 500   |
| 8  | CIMOS DAK Fourgonnette (Citroën Acadiane)            |       | 1981 - 1985       | ± 2 200    |
| 9  | CIMOS Geri Pick-up                                   |       | 1982 - 1985       | ± 900      |
| 10 | CIMOS Citroën CX Ambulance (Citroën CX)              |       | 1975 - 1985       | NC         |
| 11 | CIMOS Citroën BX (Citroën CX)                        |       | 1983 - 1985       | NC         |
| 12 | CIMOS Fiat 125 PF Ambulance (Fiat 125p)              |       | 1981 - 1986       | NC         |